# 大平地斷層
大平地斷層為一條逆移斷層，兼具左移性質。經過微震研究發現，落於大平地斷層下方僅有少數地震於5-6公里處。分布密集的微震活動要在大平地斷層東南側才能找到，並且震源機制顯示多為逆斷層與走向滑移斷層，所以可能與大平地斷層無關。地震活動現象並不明顯，顯示活動性並不高，因此在2007年從第二類活動斷層改列存疑性活動斷層。此斷層，北段呈北北東走向，頭前溪以南則呈東北走向，由石門山經關西鎮東方、頭前溪、竹東鎮南側、北埔鄉至峨嵋鄉，長約29公里。

## 地理
斷層分布於桃園市、新竹縣，其可分為2段：北段呈北北東走向，從桃園市復興鄉延伸至新竹縣橫山鄉；南段呈東北東走向，由新竹縣橫山鄉向南延伸至新竹縣峨眉鄉。南段又稱為北埔斷層。
本區位於飛鳳山丘陵、竹東丘陵與加裡山山脈之間，由北往南分別有鳳山溪、頭前溪與中港溪的支流峨眉溪流經區域。飛鳳山丘陵被鳳山溪與頭前溪所包夾，形成一東高西低的三角形丘陵，最高為463公尺；竹東丘陵則是位於頭前溪與中港溪之間切割丘陵，地勢亦由東向西緩傾，高度皆在200公尺以下，丘陵上的溪谷成標準的樹枝狀水系。
本斷層介於頭嵙山層與卓蘭層、錦水頁岩等地層之間，為逆斷層，東側上升，其東北段通過階地堆積層。在關西以北，南莊層逆衝至店子湖層之上，關西以南，南莊層蓋在卓蘭層之上。在老社寮以南的構造，是屬於截切鹿寮坑向斜東翼的一條小斷層，斷層層位落差北段可達4,000公尺，老社寮以南則1,000公尺以下。上新統沿此斷層逆衝到更新統之上，其活動時期當在更新世中期或以前，但野外未能找到階地變位的證據。
平地斷層在石門山至關西鎮間南莊層與紅土礫石層呈斷層接觸或隱伏於紅土礫石層之下；關西鎮至橫山鄉間卓蘭層與楊梅層為整合接觸，屬於芎蕉窩向斜的東翼，而南莊層與卓蘭層間的軟橋斷層則截切此褶皺，為一錯距極大的逆斷層；在竹東鎮至峨眉鄉間卓蘭層漸變為楊梅層，而北埔斷層為同沈積時期形成的一系列正斷層，後期則產生小規模的層間逆斷層，但是側向延展不長，由許多小段組成，至峨眉則逐漸尖滅。

## 地質
石門山至關西鎮間，大平地斷層的微震活動並不顯著；而頭前溪以南的北埔斷層其斷層錯距小、側向延展不長，其東西兩端至頭前溪與峨眉鄉則逐漸尖滅，東端可能並未截穿頭前溪，西端則被斗換坪斷層所截。原大平地斷層東南側分佈密集的微震活動，其震源機制解顯示多為逆斷層與走向滑移斷層，可能與錯距大的軟橋斷層有密切關係。
斷層上下盤地層分別為卓蘭層與楊梅層出露，在竹東南方約3公里一處社區（第一花城）旁之開挖處發現一大平地斷層露頭，斷層的擾動帶超過150公尺；斷層上盤出露卓蘭層，以青灰色的泥質砂岩為主，其層理並不明顯，岩層接近鉛直；斷層下盤則出露楊梅層，以淘選良好的砂石與泥岩的互層為主，層面向南呈高角度傾斜。此外，可發現數處伴生斷層及斷面擦痕、斷層泥與斷層角礫，以及泥岩岩層遭斷層錯移，上盤岩層有明顯的拖曳現象。據野外調查結果發現，大平地斷層在竹東至峨眉間的確實位置，較原先所繪位置要往北移約200公尺。
鳳山溪、頭前溪均形成廣大的沖積平原，鳳山溪沿岸在關西分佈有三階低位河階，頭前溪在竹東地區分佈兩階低位河階與一紅土緩起伏面；峨眉溪曲流發育發達，沿岸在北埔、峨眉地區則分佈三階低位河階面。
大平地斷層在此地區地形上的表現並不明顯。在北埔東方約1.5公里處道路旁的連續剖面，發現斷層面皆呈高角度傾斜，為向下滑移的正移斷層，並兼具走向滑移分量，視位移量不超過2公尺。這些斷層側向延展不長、斷距小，斷面間均已膠結縫合，而且上下均被完整未錯移的岩層所包圍，代表斷層是在岩層岩化前的壓密階段所形成的共軛正移斷層，而斷層的活動在上覆岩層繼續沈積一段時間後便宣告終了。
在頭前溪以北，卓蘭層與楊梅層為整合接觸，所以大平地斷層應不存在。而軟橋斷層則是本區域內較重要的斷層，屬於高角度逆移斷層兼具走向滑移分量，斷面向東南傾斜，其上盤出露岩層為中新世包括南莊層或更老的地層，下盤出露岩層為上新世至更新世以後的地層，斷層錯距極大。而鳳山溪的轉向與新城圳的發育可能與軟橋斷層有密切關係。
在關西鎮東方有一約略呈北北東走向的河谷，為鳳山溪與牛欄溪所形成之直線谷、其走向大致上與斷層走向平行，然而沿大平地斷層並未發現任何明顯的斷層地形特徵。
軟橋斷層在石門至關西間，可能逆衝至全新世的紅土礫石層之上或隱伏於其下，斷層長度約8公里，在其東南側有密集的微震活動，故其活動性值得密切注意。
依據上述結論，原大平地斷層頭前溪以北應不存在。